# Net Yaroze
Il Net Yaroze (ネットやろうぜ?, netto yarōze) è un kit di sviluppo per la console PlayStation. È stata promossa dalla Sony Computer Entertainment per la programmazione casalinga di videogiochi nel 1997. Yarōze significa "Facciamolo insieme!".

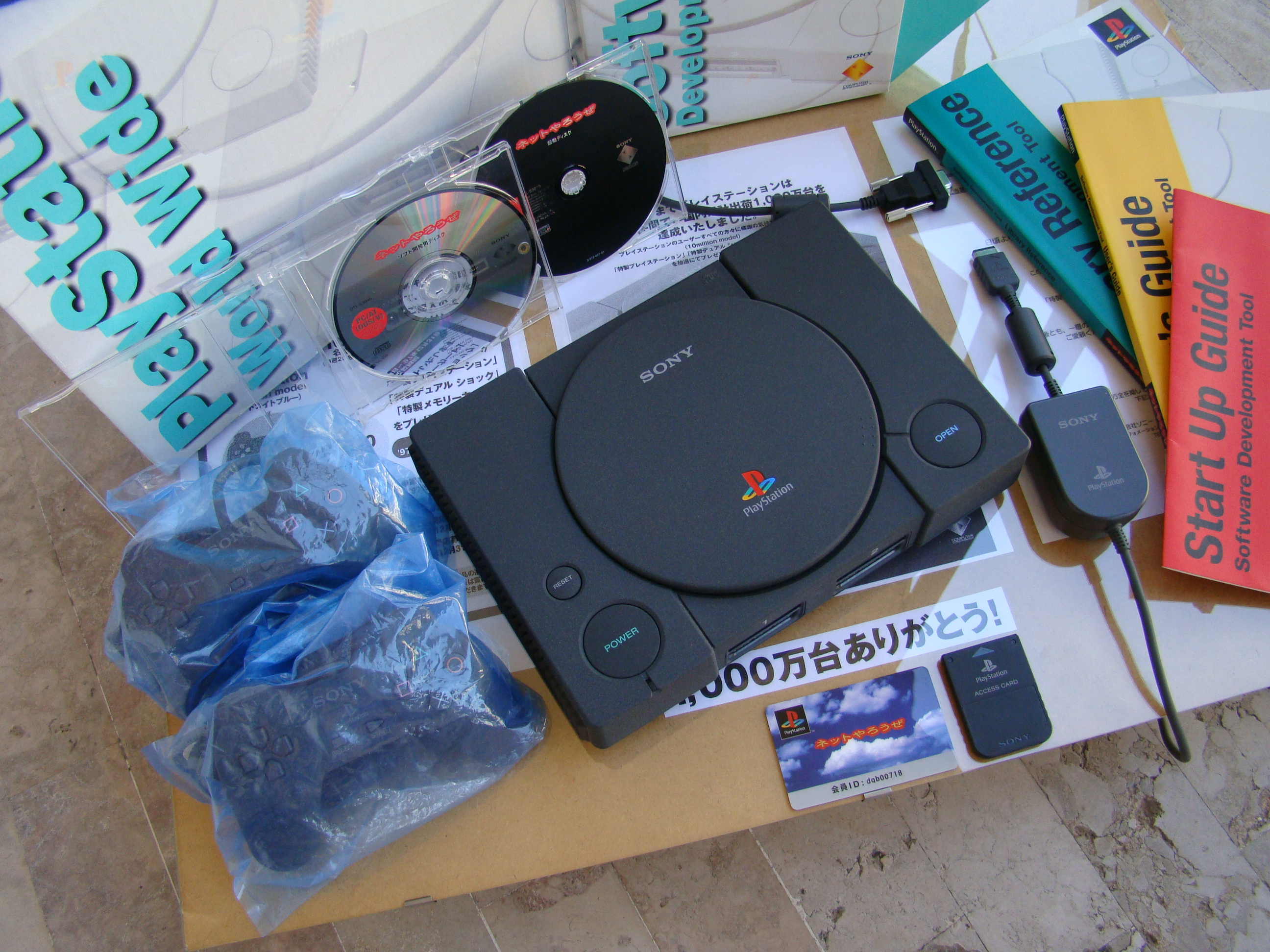
Sony Net Yaroze con SDK.

Era acquistabile solo tramite ordine postale, ma Sony lo rese disponibile anche per gli universitari del Regno Unito, della Francia e del Giappone.

## Descrizione
Per circa 750 dollari, il pacchetto Net Yaroze conteneva una speciale Playstation di debug di colore nero senza alcun blocco regionale, la documentazione e i programmi di sviluppo. L'acquirente doveva provvedere all'acquisto di un personal computer (IBM PC o Macintosh; il modello NEC PC-9801 era supportato anche in Giappone) per scrivere il codice di programmazione, compilarlo ed inviarlo al programma contenuto nella Playstation.

## Versioni
Anche se non ha blocchi regionali, la console Net Yaroze esiste in tre varianti: una per il Giappone, una per il Nord America ed una per Europa/Australia. La versione dell'Europa/Australia lavora nella modalità PAL, mentre le altre in modalità NTSC. Ci sono ulteriori differenze tra il kit giapponese e gli altri: i manuali sono in lingua giapponese, il programma per PC era già incluso e gli adesivi sui dischi e le card di accesso erano stampati in modo diverso. Talvolta ci si riferisce alla versione giapponese come DTL-3000 invece che DTL-H3000.
La versione europea della Net Yaroze comprendeva i seguenti oggetti:
- 1 console Net Yaroze PlayStation (colore nero)
- 2 controller PlayStation (colore nero)
- 1 cavo AC (con prese inglesi; in Francia era incluso anche un adattatore)
- 1 cavo AV
- 1 adattatore SCART
- 1 disco di avvio Net Yaroze (un CD-ROM verde della Playstation)
- 1 disco con software di sviluppo Net Yaroze (un CD-ROM contenente i programmi per PC)
- 1 Card di Accesso (simile ad una memory card, richiesta per l'avvio in modalità di controllo remoto), con adesivo
- 1 cavo di comunicazione (un cavo seriale usato per collegare la console ed il computer)
- 1 manuale "Start Up Guide"
- 1 manuale "Library Reference"
- 1 manuale "User Guide"

Al Net Yaroze mancavano molte delle caratteristiche del kit di sviluppo originale della Playstation, come avanzati strumenti hardware/software ed il supporto tecnico esteso della Sony (incluso il supporto telefonico). Tuttavia, alcuni gruppi Usernet dedicati, con accesso consentito solo ai membri Net Yaroze, sono stati mantenuti da Sony, compreso l'hosting della homepage. L'accesso era riservato a seconda della regione di origine del kit, rendendo impossibile la collaborazione tra utenti di regioni diverse.
Inoltre, la memoria RAM delle console Net Yaroze era la stessa delle console standard di colore grigio (2 megabyte): il codice dei giochi, la grafica, gli effetti sonori e le librerie di run-time dovevano rientrare nella memoria di sistema, che non era sufficiente per lasciar liberi gli utenti di creare giochi complessi, poiché Sony non permetteva ai membri Net Yaroze di masterizzare i dati su CD-ROM da poter avviare sulla console. Ciò non era invece un problema per gli sviluppatori autorizzati che possedevano il Kit di Sviluppo ufficiale. Esistono tuttavia molti titoli commerciali per PlayStation (come Devil Dice) sviluppati con Net Yaroze che vengono caricati completamente nella memoria RAM e usano il CD-ROM solamente per riprodurre le tracce audio (CD-DA).

## Giochi prodotti
Molti dei giochi creati dai fan su Net Yaroze sono stati pubblicati in diversi dischi demo allegati alla rivista PlayStation Magazine Ufficiale dal dicembre 1997 fino a marzo 2004. Nel numero 108 di Official UK PlayStation Magazine era compresa una compilation con svariati giochi Net Yaroze. Un normale disco PlayStation, contenente un certo numero di giochi create dagli utenti, è stato prodotto da SCEE ed inviato ai proprietari della Net Yaroze PAL.
Alcuni di questi giochi sono:
- Adventure Game
- Between The Eyes
- Blitter Boy (Chris Chadwick)
- Bouncer 2
- Clone
- A Dog Tale
- Down
- Gravitation
- Haunted Maze
- Hover Car Racing
- The Incredible Coneman
- Mah Jongg (Gerhard Rittenhofer)
- Opera of Destruction
- Psychon
- Pushy 2
- Rocks'n'Gems (Gerhard Rittenhofer)
- Super Bub Contest (Alex Herbert)
- Terra Incognita
- Time Slip
- Total Soccer
- Tunnel

Alcuni di questi giochi erano basati su arcade come Puzzle Bobble, altri invece (come Time Slip) prendevano spunto da romanzi illustrati. La Game Developer UK Competition, organizzata dalla Scottish Enterprise in collaborazione con la Scottish Games Alliance, Sony e Edge nel 1998, accettò tra i concorrenti alcuni giochi creati con Net Yaroze; il vincitore assoluto fu Chris Chadwick con il suo gioco Blitter Boy: Operation Monster Mall. Una versione aggiornata di Time Slip è stata successivamente messa in commercio per Xbox Live Arcade nel febbraio 2011 e per Windows nel gennaio 2012. Alcuni degli sviluppatori del sistema Net Yaroze si sono spostati nel settore dell'industria videoludica: Mitsuru Kamiyama, sviluppatore di "Fatal Fantasy" e "Terra Incognita", è attualmente il responsabile della serie Final Fantasy Crystal Chronicles presso Square Enix.
Contrariamente alla credenza popolare, il Net Yaroze non è stato il primo kit di sviluppo casalingo per console. Il PC Engine lo anticipò ed il WonderWitch lo seguì. Il GP32 permetteva di far girare programmi create dagli utenti al di fuori della console. Infine, molte delle primissime console (Bally Astrocade, Famicom…) offrivano limitate capacità di programmazione con codici basilari.
Il Net Yaroze non ebbe un diretto successore sulla piattaforma PlayStation 2, ma il “Sony's Linux for PlayStation 2” è simile nell'intento di sviluppo amatoriale; inoltre, il disco demo venduto assieme al sistema aveva un'applicazione chiamata Yabasic che permetteva agli utenti di programmare e far girare i giochi sulla PlayStation 2, il cd conteneva alcuni giochi semplici precaricati e gli utenti potevano salvare i loro programmi sulla memory card.
Precedentemente all'uscita del firmware 3.21 del primo aprile 2010, la PlayStation 3 (solo la versione “fat”, Linux non può essere installato nella versione “slim”) permetteva l'installazione di alcune versioni di Linux ed erano possibili alcune programmazioni sotto questo sistema operativo, in modo simile alla Playstation 2. Ad ogni modo, era proibito accedere al chip grafico RSX, quindi i giochi potevano essere creati usando solo la CPU.